# 34738 Hulbert
34738 Hulbert è un asteroide della fascia principale. Scoperto nel 2001, presenta un'orbita caratterizzata da un semiasse maggiore pari a 2,1684887 au e da un'eccentricità di 0,1620191, inclinata di 1,23136° rispetto all'eclittica.
L'asteroide è dedicato allo statunitense Samuel F. Hulbert.